# Tp 43
Tp 43 — шведская малогабаритная универсальная торпеда калибра 400 мм, дальнейшее развитие торпед типа Tp 42.

## История
Производство торпеды для шведских ВМС начато в 1987 году. С 1993 года на вооружение поступили усовершенствованные Tp 45.

## Конструкция
Калибр торпеды — 400 мм, длина — 2640 мм, максимальная масса (включая аккумуляторную батарею и катушку с кабелем управления) — 310 кг, масса взрывчатого вещества — 45 кг.
Корпус торпеды выполнен из алюминиевого сплава, а стабилизаторы, рули, винты противоположного вращения — из упрочнённого стеклопластика. Головная и хвостовая части торпед Tp 43 и Tp 45 имеют идентичную конструкцию.
Электроэнергия вырабатывается серебряно-цинковой аккумуляторной батареей номинальной ёмкостью 4,2 кВт×ч и подаётся на гребной электродвигатель постоянного тока через тиристорный переключатель, позволяющий оперировать на трёх рабочих скоростях. Управление ходом торпеды производится по проводам, что позволяет довести торпеду до зоны реагирования её системы самонаведения на цель, преодолев при этом противодействие противника и избежав наведения на ложную цель. После вывода торпеды на цель, система её самонаведения и боевая часть приводятся в боевое положение. При потери цели система самонаведения (программное обеспечение которой написано на языке Pascal) автоматически приводит в действие режим повторного поиска.